# Xu Beihong

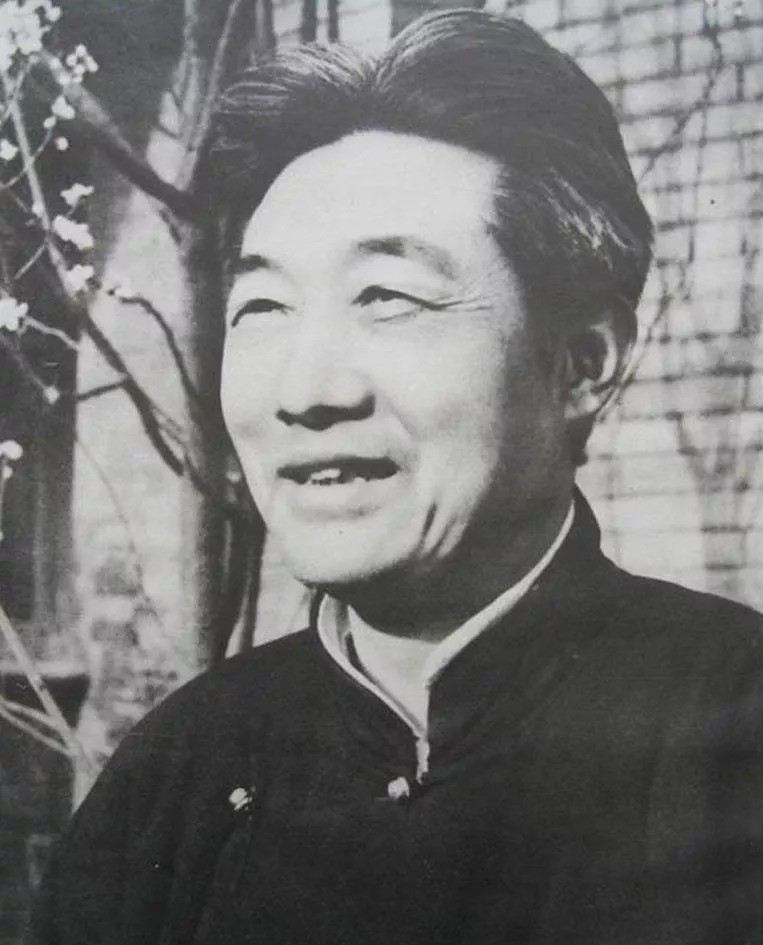
Xu Beihong

Xú Bēihóng (chinesisch 徐悲鸿, W.-G. Hsü Pei-hung; * 19. Juli 1895 in Yixing, Provinz Jiangsu, Kaiserreich China; † 26. September 1953 in Peking, Volksrepublik China) war der erste chinesische Maler des 20. Jahrhunderts, der westliche Stilelemente in seinen Werken verwendete.

## Leben
Ersten Malunterricht erhielt er von seinem Vater Xú Dazhang, einem autodidaktisch ausgebildeten Berufsmaler. Bereits als Kind malte Xú Beihong nach dem Vorbild der Jieziyuan-Sammlung und verehrte den Maler Ren Bonian. Nach einem Studienaufenthalt in Japan studierte er ab 1919 an der Nationalen Akademie für Bildende Kunst in Paris europäische Malerei und bereiste im Anschluss Deutschland, Belgien, die Schweiz und Italien.
1928 kehrte Xú nach China zurück und war zunächst als Professor an der Nanjing-Universität tätig. Später leitete er das Kunstinstitut der Peking-Universität, an das er schließlich auch Qi Baishi berief. Nach Gründung der Volksrepublik China wurde Xú zum ersten Direktor der Zentralen Akademie für Bildende Kunst bestellt. Daneben war er Vorsitzender der chinesischen Künstlervereinigung.

## Werk
Xú Bēihóng übernahm in die chinesische Kunst zahlreiche Elemente und Techniken der westlichen Malerei. Der europäische Moderne, wie sie sich etwa in den Werken Picassos oder Matisses manifestierte, stand er gleichwohl distanziert gegenüber und betrachtete sie als Ausdruck westlicher Dekadenz.
Bekannt wurde Xú insbesondere als Maler galoppierender Pferde, die vielfach als Allegorie auf das Wiedererstarken der gedemütigten chinesischen Nation gedeutet wurden. Die fruchtbarste Schaffensperiode in Xús Leben waren die 30er Jahre, in denen etliche bedeutende Ölgemälde und traditionelle Malereien wie „Tian Heng und fünfhundert Rebellen“, „Jiu Fanggao“ und „Frühlingsregen über dem Lijiang-Fluss“ entstanden.
Sein Gemälde "Sklave und Löwe" wurde im November 2006 bei Christie’s Hong Kong für 5,3 Millionen Euro versteigert. Zu diesem Zeitpunkt stellte diese Summe im Vergleich zu den Werken anderer chinesischer Künstler einen wahren Rekordpreis dar. Das Gemälde erzählt die Geschichte eines während der Zeit des Römischen Reichs lebenden Sklaven und eines Löwen. Der Sklave befreit die Pranke des Löwen von einem Dorn. Bei einer späteren Begegnung stehen sich der Löwe und eben derselbe Sklave in einem eigentlich blutigen Kampf in einem römischen Amphitheater gegenüber. Der Kaiser ist von dem rührseligen Aufeinandertreffen derart angetan, dass er den Sklaven daraufhin aus der Gefangenschaft entlässt.
Mit 7 Mio. Euro erzielte sein Gemälde "Leg Deine Peitsche nieder" bei einer Auktion von Sotheby’s in Hongkong im Frühjahr 2007 den damaligen Rekordpreis für ein chinesisches Gemälde. Das Bild aus dem Jahr 1939 – während Xus Aufenthalt in Singapur auf dem Gipfel seiner künstlerischen Schaffenskraft entstanden – zeigt eine antijapanische Aufführung eines Wandertheaters.  Es zeigt die Dame Shang vor einer Gruppe von Zuschauern und reflektiert den Geist des chinesischen Volkes vor dem Hintergrund des antijapanischen Krieges (1937–1945). Tief bewegt von den patriotischen Motiven des Schauspiels, gab Xu diesem Gefühl mit sorgfältigen Pinselstrichen Ausdruck und schuf ein feinfühliges Porträt mit der weiblichen Darstellerin im Vordergrund und einem lebendig und realistisch dargestellten Publikum im Hintergrund. Nachdem das Gemälde für über ein halbes Jahrhundert von der Bildfläche verschwunden war, wurde es nun von Sotheby’s erstmals seit 1954 wieder öffentlich ausgestellt.

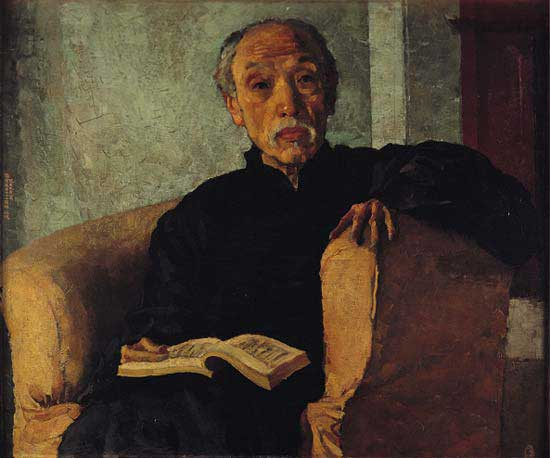
Chen Sanyuan
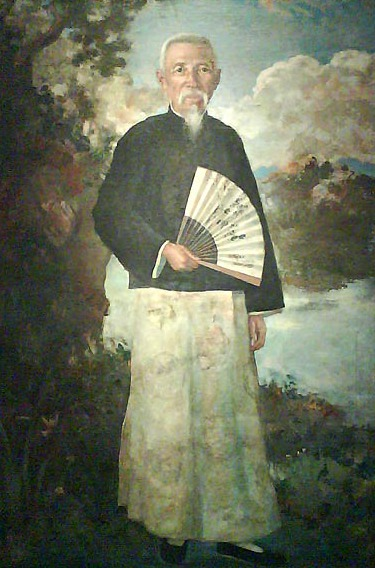
Lim Loh
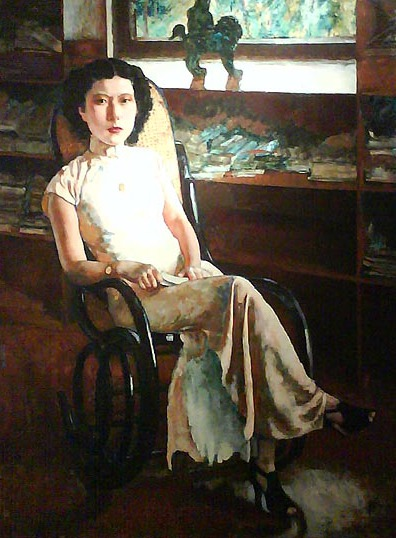
Ms. Jenny